# 通吉爾河
通吉爾河是俄羅斯的河流，屬於奧廖克馬河的右支流，由外貝加爾邊疆區負責管轄，河道全長500公里，流域面積14,700平方公里，河水主要來雨水，每年十月至翌年五月結冰。